# Бедарёво (Кемеровская область)
Бедарёво — село в Новокузнецком районе Кемеровской области. Входит в состав Красулинского сельского поселения.

## География
Расположено на левом берегу Томи в 11 км к северу от центра Новокузнецка и в 4 км к югу от жилых массивов Новоильинского района города. Центральная часть населённого пункта расположена на высоте 209 метров над уровнем моря.

## Население
| 2010 |
| ---- |
| 392  |

## Транспорт
Вблизи западной окраины проходит автодорога, соединяющая Центральный и Новоильинский районы Новокузнецка.